# ドラッグオンドラグーン2 封印の紅、背徳の黒
『ドラッグオンドラグーン2 封印の紅、背徳の黒』（ドラッグオンドラグーンツー ふういんのあか はいとくのくろ、DRAG-ON DRAGOON 2）は、2005年6月16日にスクウェア・エニックスから発売されたPlayStation 2用ゲームソフト。

## 概要
作品としては2003年に発売された『ドラッグオンドラグーン』の続編にあたるが、前作で複数の分岐を見せた未来の一つで、Aエンドを基本にBエンドの要素が加わったものとなっている。
前作から18年後の世界が物語の舞台となっている。エンディングは3つ。
ゲームシステムは前作のそれに部分的拡張を施しただけで、ほぼ同一である。サブタイトルの『封印の紅、背徳の黒』とはアンヘルとレグナのことを表している。
主題歌は中島美嘉の『ひとり』。
スクウェア・エニックスのアルティメットヒッツシリーズ3周年記念企画として、再発売している。

## ゲームシステム
ブレススフィア
上空戦にて、レグナが使える特殊効果があるブレス攻撃が可能になった。このゲームではそれぞれ違う特殊能力のブレススフィアが5種類存在する。ゲーム開始時は一つしか使用できないが、シナリオの進行により増える。
ドラゴンオーバードライブ
低空戦で、レグナに一定の魔力を与えることにより地上の敵に広範囲で強力な攻撃ができる。技の種類はレグナが進化することにより増えてくる。（最大4種類まで）
第1形態 - ドラゴンオーバードライブは2種類（翼による攻撃、鉤爪による攻撃）
第2形態 - ドラゴンオーバードライブは3種類（翼による攻撃、鉤爪による攻撃、尾による攻撃）
第3形態 - ドラゴンオーバードライブは4種類（翼による攻撃、鉤爪による攻撃、尾による攻撃、ブレスによる広範囲攻撃）
キャラクターセレクト
前作と違い、仲間の入れ替えが無制限となった。武器の種類によりキャラクター決定する。《使用できるキャラは4人まで（レグナは除く）》
長剣・短剣の種類 - ノウェ
杖の種類 - マナ
槍の種類 - エリス
斧の種類 - ユーリック
二周目以降はパーティの状況に関係無く、好きなキャラを選択出来るようになる。ストーリー中はメンバーの入れ替わりが激しい為、一周目ではあまり自由が利かない。
新コンボシステム
□ボタンと△ボタンの組み合わせによりフィニッシュブローのタイプが決まってくる。長剣、短剣、杖、槍、斧、全部含め30種類ある。

## ストーリー

### プロローグ
18年前、連合軍と帝国軍との間で大きな戦争があった。そして、一人の少女によって世界は崩壊への一途をたどっていた。しかし後に英雄と呼ばれるカイムとドラゴン「アンヘル」、仲間たちの活躍によって世界の崩壊は防がれた。それから18年後、封印は英雄ヴェルドレにより結成された封印騎士団により守られていた。そして、騎士団に所属する少年「ノウェ」、人々から聖女と崇められる女性「マナ」。この二人の出会いにより止まっていた歯車は再び動き出すことになる。

### エンディング
周回毎にエンディングやラスボスが異なる。周を重ねる度に敵が強くなるので、より良いエンディングを迎える為には高難易度をクリアしなければならない。
エンディング1
レグナは神竜族が世界の覇権を神から取り戻すために、特殊な存在であるノウェを、神を倒す切り札として計算づくで育てていた。ノウェはこの計画を知るとレグナと袂を分かち、死闘の末レグナを倒す。しかし、レグナに反発したところで世界の崩壊は止まらなかった。そして、エリスが自ら最終封印(封印の女神)となり、ノウェの前から姿を消した。一時的に世界崩壊は収まったものの現状維持に過ぎず、この先も新たな生贄が必要となる。
エンディング2
神が居なくなれば封印の連鎖はなくなる。神竜族の計画に乗り、神を倒す事を決意したノウェ。だが「神の玩具」である『骨の棺』（※『骨の棺』とは、前作にも出てきた『再生の卵』の唯一特殊な存在。レグナは『骨の棺』と呼んでいる。前作ではアンヘルが『断頭台』と呼ぶ台詞があったが、これは普通の再生の卵の事）が自身を防衛するため、その場にいたマナと同化し、ノウェの前に立ちふさがる。ノウェは骨の棺を打ち破るが、マナの命は永遠に失われてしまった。ノウェは再び騎士団を束ね、エリス、レグナ、神竜族達と共に、再び神との決戦に挑むというエンディング。
エンディング3
骨の棺を破壊したものの、神竜族の計画に疑いを抱くノウェ。彼は豹変したレグナに剣を向け、苦しい戦いの末にこれを打ち倒した。神も竜もいない新しい世界で、ノウェはマナ、エリス達と共に生きていくのだった。前作も含め唯一のハッピーエンドといえ、スタッフロールも他のエンディングと異なる。

## 登場キャラクター

### メインキャラクター
ノウェ
声 - 勝地涼
男性、18歳
本作の主人公。ドラゴンに育てられ、竜語を話すことができる。封印騎士団に所属。『聖女』マナとの出会いにより運命が大きく変わる。封印騎士団を脱走した後マナと再会し、共に直轄地の鍵を壊すことを決意する。
優しく繊細で純粋かつ素直な性格。騎士団を追われてからはマナの後をついていき、マナがパーティを一時離脱した際にはユーリックに言われてついていくなど流されやすいところもある。
ノウェの出生の秘密には前作のBエンディングが深く関わっている。ノウェは前作の登場キャラクターであるイウヴァルトとフリアエの隠し子とミスリードされているが、実際にはイウヴァルトとフリアエの亡骸が『再生の卵』によって融合し誕生した存在であり、急速に進化した突然変異生物（イウヴァルトとフリアエの生まれ変わりでもあり、二人の遺児とも言える）。耳にはイウヴァルトのピアス、腕にはフリアエのブレスレット（兄のカイムとお揃いのもので、カイムの分はマナに受け継がれている）をつけている。
使用武器は片手剣と長剣。主人公であるためか入手できる剣の本数は非常に多い。戦士に強くアンデッドに弱い。
真人類として覚醒した際背中に出現する紋章のような羽根は、女神フリアエの紋章とイウヴァルトの契約紋章が合わさったものである。理由は上述の通り、ノウェがイウヴァルトとフリアエの融合体だからである。設定上は真人類の身体器官の一部（腕や足と同じ）となっている。
レグナ / ブラックドラゴン
声 - 原田芳雄
雄（単一性）、年齢不明
ノウェを育てた蒼竜。アンヘルとは違い軽妙な台詞も目立つ。物語の進行に伴い蒼竜から背徳の黒き竜へと進化し、最終章では神竜族の姿へ進化する。
ノウェに対する気遣いなど父性を感じさせる面もあるが、基本的に人間を見下しており、竜族こそ最上位種という自負がある。血の記憶に忠実な、いわば完璧なドラゴンである。ノウェを育てたのも、真人類を神竜族の悲願を果たす道具として利用するためであったと言い切るが、父として接するうちに情が移っていたような節も見受けられる。基本的にノウェ以外の人物には辛辣。
かつてはイウヴァルトと契約しており、前作以降の経緯は『種の書』に示されている。アンヘル同様、ストーリーの進行により形態が変化する。
また、アンヘルとは反対の存在であり、名前にも現れている。元々アンヘルは天使の『Angel』からきており、それを逆から読むと『Legna』レグナとなる。
マナ
声 - 小雪
女性、24歳
本作のヒロイン。人々を苦しめる封印騎士団に反感を抱く。冷静沈着、困難にも独りで立ち向かう。『聖女』と崇められているが、実は18年前に世界を崩壊へと導いた張本人である。自らを贖罪の旅へ連れ出したカイムを刺して逃亡しようとするが失敗。崖下に転落して記憶を失っていたところを、ある魔導師に拾われ育てられた。封印騎士団の圧政に苦しむ人々を救うべく、直轄地の封印を壊す旅に出る。しかし、その結果が世界を危機に晒すということをセエレに教えられ、自責の念から心を壊し幼児退行を起こしてしまう。
使用武器は杖。魔法は使用キャラ中最強、移動スピードも最速である。魔術師に強く魔物に弱い。控えにいる間は徐々にMPが回復する特徴がある。
エリス
声 - 相武紗季
女性、18歳
封印騎士団に所属する女騎士。ノウェとは幼なじみ。ノウェのことを男として意識している。芯の通った性格だが妄信的な正義感を持ち、ノウェと共に行動するマナには強い不信感を抱き、激しい嫉妬からマナを処刑しようと企んだり、マナを火にかける際には笑顔を浮かべるなど腹黒くどこか歪んだ一面を持つ。先代女神（フリアエ）の死亡に際し、選ばれた「今代の封印の女神」。名前の由来はギリシア神話の女神であるエリスから。
使用武器は槍。（少なくとも一周目では）出番がかなり少なく、入手できる槍の本数は多くない。アンデッドに強く戦士に弱い。
ユーリック
声 - 小山力也
男性、27歳
不死の呪縛に囚われながら生きる男。きわめて明るく冗談混じりの発言が多いため、あまり本音が見えない。封印騎士団から逃れ、死神を模した仮面を着用している。前騎士団団長オローの部下で、オローの養子であるノウェにとっては兄のような存在だった。実は明命の直轄区の封印の守護者である。3年前の封印襲撃事件により重傷を負った彼はオローを見捨てて逃げ出し『死神』と契約した。契約代償として『死』を失っている。
紋章の刻まれた部位は右胸。右胸の中心部は文字通りの空洞になっている。
使用武器は斧。攻撃力は最強だが防御力の成長値はかなり低く、移動スピードも速くない。魔物に強く魔術師に弱い。不死身という設定のためか、控えにいる間は徐々にHPが回復する特徴がある。防御力が低いのはその代償ともいえる。

### サブキャラクター
ジスモア
声 - 立木文彦
男性、44歳
現・封印騎士団長。3年前、騎士団長の座に就いた。権力を手にするため、あらゆる汚い手を尽くしてきた。大戦の敗者である帝国軍の残党という身の上から、戦争終結後、奴隷に等しい生活を強いられてきた。「力こそ全て」という強い信念のもと、封印騎士団で恐怖政治を敷く。自己中心的でかつ狭量な性格で配下であるはずのハンチにもかなりバカにされている。正義感あふれる人徳者であった前団長オローに対して強い羨望と憎悪を抱いていた。劇中ではノウェたちと三度戦う。契約相手は『シェイド』。契約代償は『肉体』で、シェイドを使って偽りの肉体を形成している。紋章の刻まれた部位は不明。
カイム
声 - 池畑慎之介
男性、42歳
前作の主人公。18年前の大戦の英雄である。帝国軍との戦いの最中にレッドドラゴン・アンヘルと契約。契約代償として『声』を失った。女神フリアエの代役として最終封印となったアンヘルと離別を余儀なくされた。戦争の元凶マナを連れ各地を放浪していたが、神官長ヴェルドレの裏切りによりアンヘルの声が消失した事に動揺し、マナに左目を奪われた。そのため本編では『隻眼の男』と呼ばれている。
本作の3年前、封印の改変を阻止するべく、単身神殿を襲撃。ヴェルドレやオローを始め、その場に居合わせた多くの人間を惨殺した。結果として、深手を負ったユーリックと死神との契約が成立。はからずも封印の改変を幇助した形となった。以来、アンヘルにかけられた封印を解く術を求めて放浪している。アンヘルの封印が解かれた後、最初に出会った城でアンヘルと再会を果たす。
卓抜した戦闘能力はなお健在で、愛用の両手剣（前作の初期装備『カイムの剣』）も片手で軽々と振り回す。
アンヘル / レッドドラゴン
声 - ピーター
雌（単一性）、年齢不明
カイムと契約した赤竜。前作ではカイムと共に帝国軍と戦っていた。最終封印が崩壊した後、カイムの生きる世界を守るべく、自ら申し出て最終封印となり、ドラゴンの力に恐れをなした当時の神官長ヴェルドレが封印制度を改変したことにより、受ける負荷が増大した。
五つの"鍵"により五感の全てを奪われ、漆黒の闇の中でついに正気を失う。封印を解かれた後、カイムと再会を果たすが正気を失ってしまってるためカイムのことも忘れてしまう。
「アンヘル」とは天使の意で、綴りはそのまま「Angel」である。レグナはその逆に「Legna」と綴る。
セエレ
声 - 村上想太
男性、24歳
前作にも契約者の一人として登場している。18年前に静かな森の宮殿跡にてヴェルドレに保護される。6歳のときにゴーレムと契約し、その代償で『時間』を失う。そのため、18年後の本作でも6歳のままの姿である。
先代の神官長ヴェルドレの死後、遺言により神官長の職に就いた。身体は成長しないが、性的なことに関心がないわけでもないらしく、心に身体が伴わないことに苦悩しているらしい。精神は成長しているが、身体に引きずられてか、言動は少々幼い。マナとは双子の兄妹である。二人の実母はセエレを溺愛する一方でマナを虐待しており、最終的には谷へ捨てている。この過去から、妹を助けることのできなかった自身の無力さに自責の念を抱いている。マナのことをずっと探しており、心配していた。
ザンポ
声 - 我修院達也
男性、年齢不明
封印騎士団連隊長。気炎の直轄区を守護している。元々は裕福な家系の出身だが大食いの割に虚弱な肉体で、封印騎士団にも賄賂を払って入っていた。そのためか我慢を知らず極端にわがままな性格。契約相手は『イフリート』で、契約したことにより頑健な肉体を手に入れるが、その契約代償として『食べること』を差し出した（作中の説明によれば食べることは出来るが味や食感などを感じる前にイフリートが横取りしてしまうらしい）。紋章の刻まれた部位は口内（正確には口内の上顎部分）。
ハンチ
声 - 小島幸子
女性、年齢不明
封印騎士団連隊長。神水の直轄区を守護している。体型や顔の造形自体は整っているものの、卑屈で自虐的な態度と、青白い肌に目にクマがあるなど魅力的とはいいがたい容姿の女。少女時代は村で『太陽の微笑み』と言われるほどの美少女で皆から愛されてきたが、友人と共に湖で水難事故に遭い、『ケルピー』を契約相手として命は助かったものの、その契約代償として『魅力』を失ってしまい、周囲から愛されなくなったことから現在の人格が形成されてしまう。紋章の刻まれた部位は乳房。
ヤハ
声 - ROLLY
男性、年齢不明
封印騎士団連隊長。宝光の直轄区を守護している。老若男女全てに愛される美しい容姿を持つ。幼い頃からその容姿を利用し、孤児としての身分から成り上がって封印騎士団の一員となる。騎士団でも容姿を使って権力を増大させ、『ノーム』を契約相手としたことからその容姿はさらに輝きを増すが、契約代償として代わりに性的な行為などに関する『快感』がなくなっているため、自分の容姿に惹かれる人々との行為は苦痛にしか思っていない。ユーリックとは孤児院時代の親友だが、ヤハはユーリックにそれ以上の想いを抱いていた。紋章の刻まれた部位は陰茎。
オロー
声 - 土師孝也
男性、年齢不明
封印騎士団前団長で、ノウェの人間としての父親代わり。正義感が強く人格者。ジスモアとの対立の果てに暗殺されることとなる。

## 設定

### フィールド（舞台）
大神殿
ジスモアが団長をつとめる封印騎士団の本拠地である。前団長オローの養子となったノウェは、この地でエリス、ユーリックと共に鍛錬を行っていた。
明命の直轄区
ノウェが正騎士としての初任務で赴いた場所。魔が数多く生息する地域。明命窟の最深部に設置された命の祭壇には、直轄区の鍵である『聖花』が置かれている。3年前、この地で当時の神官長ヴェルドレや団長オローをはじめとする重要人物達が隻眼の男（カイム）に惨殺されるという事件（通称：封印襲撃事件）が起こっている。
気炎の直轄区
気炎の守護者ザンポが治める地である。炎洞塁の中には鍵である『聖火台』が置かれており、霧濃もその影響である。ノウェがこの地でマナと出会う。
神水の直轄区
神水の守護者ハンチが治める地である。この地域には、幼少時にノウェがレグナと暮らしていた「忘れられた遺跡」がある。水城砦にある直轄区の鍵『聖瓶』を維持するため大量の水を使用しており、周辺住民は常に干ばつに苦しんでいる。
宝光の直轄区
宝光の守護者ヤハが治める地である。この地域にある錆の町は、戦争の被害を免れた数少ない町である。人口が多く賑やかだが、賞金稼ぎが跋扈し治安はよくない。この町でノウェはユーリックと再会している。直轄地の鍵である『聖宝玉』を有する光城郭の周辺は、『聖宝玉』の影響で1日中太陽の光が差さず、月や星の光もない暗闇の地域となっている。

## スタッフ
- プロデューサー：柴貴正、岩崎拓矢
- プロダクトマネージャー：古林雅俊
- リードプログラム：片山武史
- キャラクターデザイン：藤坂公彦
- チーフデザイナー：横尾太郎
- ゲームデザイン：小竹宏明
- サウンドプロデューサー：あおい吉勇、松本良喜
- ムービーディレクター：関真
- ディレクター：安井章

## 小説版
- 著者：映島巡 イラスト：藤坂公彦『ドラッグオンドラグーン2 封印の紅、背徳の黒』 （スクウェア・エニックス、2005年9月30日） ISBN 978-4757515468

上記にあるエンディング3を元にしている。